# Clematoclethra
Clematoclethra is een geslacht uit de kiwifamilie (Actinidiaceae). Het geslacht telt een soort die endemisch is in de subtropische en gematigde delen van Centraal- en Oost-China.

## Soorten
- Clematoclethra scandens (Franch.) Maxim.